# لاتيريت

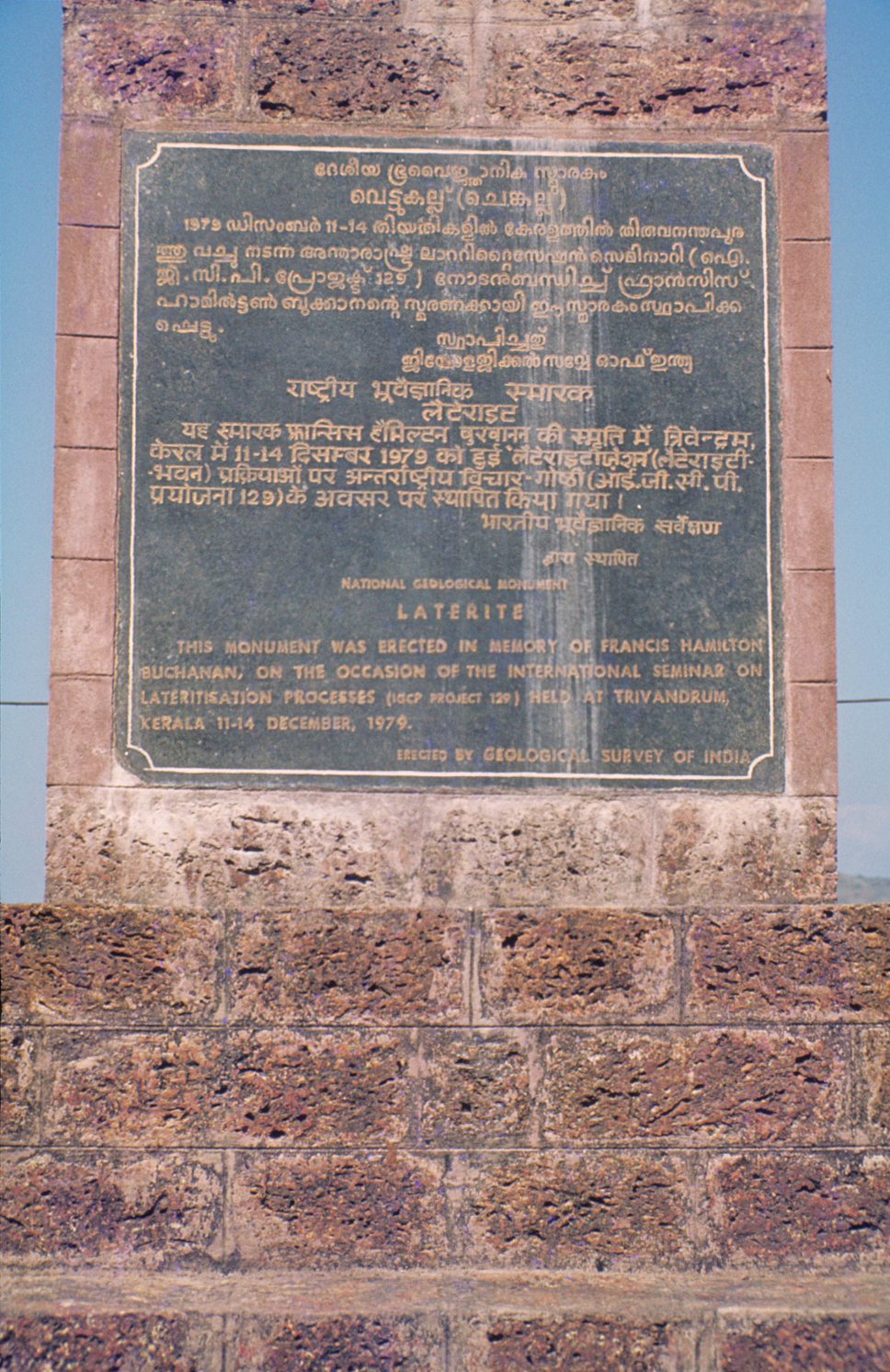
نصب من طوب اللاتيريت في الهند، حيث وصف لأول مرة سنة 1807.

اللاتيريت (ملاحظة 1) نوعٌ من أنواع التربة الغنيّة بالحديد والألومنيوم، والمتشكّلة في المناطق الحارّة والاستوائيّة الرطبة. تقريباً كل تربة اللاتيريت هي ذات لون أحمر صدئ، وذلك بسبب وجود أكاسيد الحديد. تتشكّل هذه التربة من عمليّة تجوية طويلة الأمد وشديدة للصخر الأم. إنّ التجوية الاستوائية هي عمليّة طويلة الأمد للتجوية الكيميائية، والتي تعطي تنوّع واسع حسب السماكة والنوعيّة والتركيب في علم المعادن لهذه الخامة.
يكثر انتشار اللاتيريت في المناطق الواقعة بين مداري السرطان والجدي.
يعد اللاتيريت مصدراً لخامة الألومنيوم، والتي توجد بشكل كبير في معادن الصلصال والهيدروكسيد والجبسيت والبوهميت والدياسبور، والذي يشبه في تركيبه البوكسيت. كان اللاتيريت في السابق مصدراً من مصادر النيكل.

## التاريخ وأصل التسمية
استخدم اللاتيريت منذ القدم في بناء النصب التذكارية، مثل استخدامه في بناء أنغكور وات في الهند. كان العالم فرانسيس بوتشانان-هاميلتون Francis Buchanan-Hamilton أوّل من وصف اللاتيريت في الهند سنة 1807، وهو الذي أعطاه هذا الاسم، وذلك باشتقاقه من الكلمة اللاتينية later، والتي تعني الطوب، حيث أنّ اللاتيريت يتميّز بسهولة قطعه وقولبته على شكل طوب من أجل استخدامه للبناء.
استخدم لفظ اللاتيريت في السابق للإشارة إلى أي تربة حمراء قرب سطح الأرض.
في اللغة العربية يطلق اسم البُصرة (بضم الباء) على الأرض الحمراء الطيبة، لذلك يستخدم لفظ البُصرة للإشارة إلى اللاتيريت.

## الوفرة والانتشار
إن أغطية اللاتيريت تكون صلبة في الحدود الغربية من أثيوبيا وفي رواسخ الصفيحة الأمريكية الجنوبية، وفي الهضبة الغربية في أستراليا. في مناطق أخرى مثل الهند بكون اللاتيريت طرياً ويسهل قطعه إلى حبيبات صغيرة.

## هوامش
- ملاحظة 1 المرادفات: اللَّطريط[4] أو الرِّكَال[5] أو الوَعْنَة[5] أو البُصْرة أو التربة الصلصاليّة الاستوائيّة (بالإنجليزية: Laterite)‏